# Montigny-en-Ostrevent
Montigny-en-Ostrevent ist eine französische Stadt mit 4588 Einwohnern (Stand: 1. Januar 2022) im Département Nord in der Region Hauts-de-France. Sie gehört zum Arrondissement Douai und ist Mitglied im Gemeindeverband Communauté d’agglomération Cœur d’Ostrevent. Die Einwohner werden Montignanais und Montignanaises genannt.

## Geografie
Die Stadt Montigny-en-Ostrevent liegt etwa acht Kilometer östlich von Douai im Nordfranzösischen Kohlerevier. Zur Gemeinde gehört die Bergarbeitersiedlung Cité des Agneaux, deren Bewohner früher in den Zechen der umliegenden Gemeinden arbeiteten. Nachbargemeinden von Montigny-en-Ostrevent sind Pecquencourt im Nordosten, Masny im Südosten, Loffre im Süden, Guesnain im Südwesten, Sin-le-Noble im Westen und Lallaing im Nordwesten.

## Bevölkerungsentwicklung
| Jahr                       | 1962 | 1968 | 1975 | 1982 | 1990 | 1999 | 2006 | 2012 | 2020 |
| Einwohner                  | 5657 | 5756 | 5660 | 5489 | 5452 | 4850 | 4793 | 4810 | 4774 |
| Quellen: Cassini und INSEE |      |      |      |      |      |      |      |      |      |

## Sehenswürdigkeiten

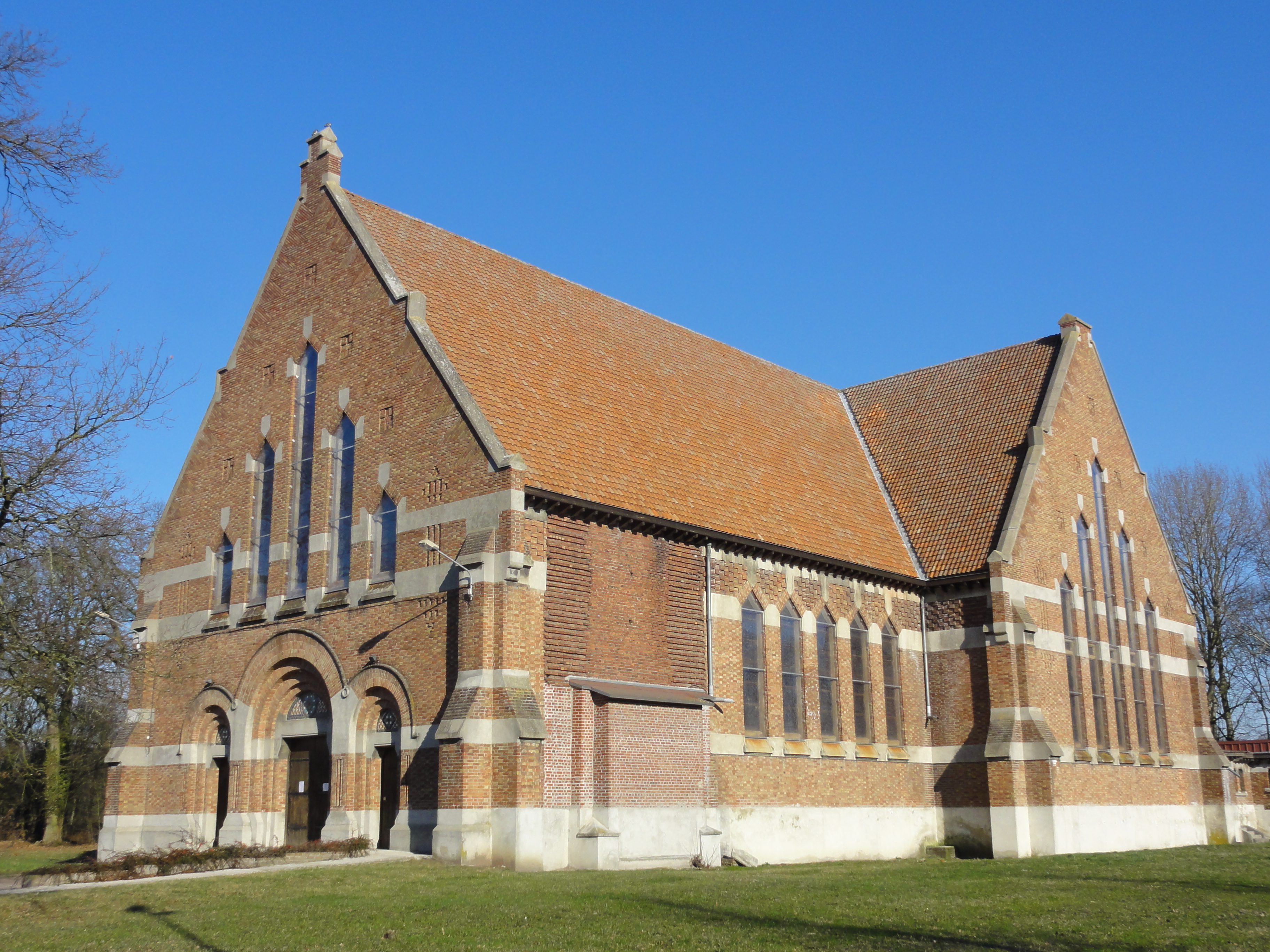
Kirche Saint-Charles
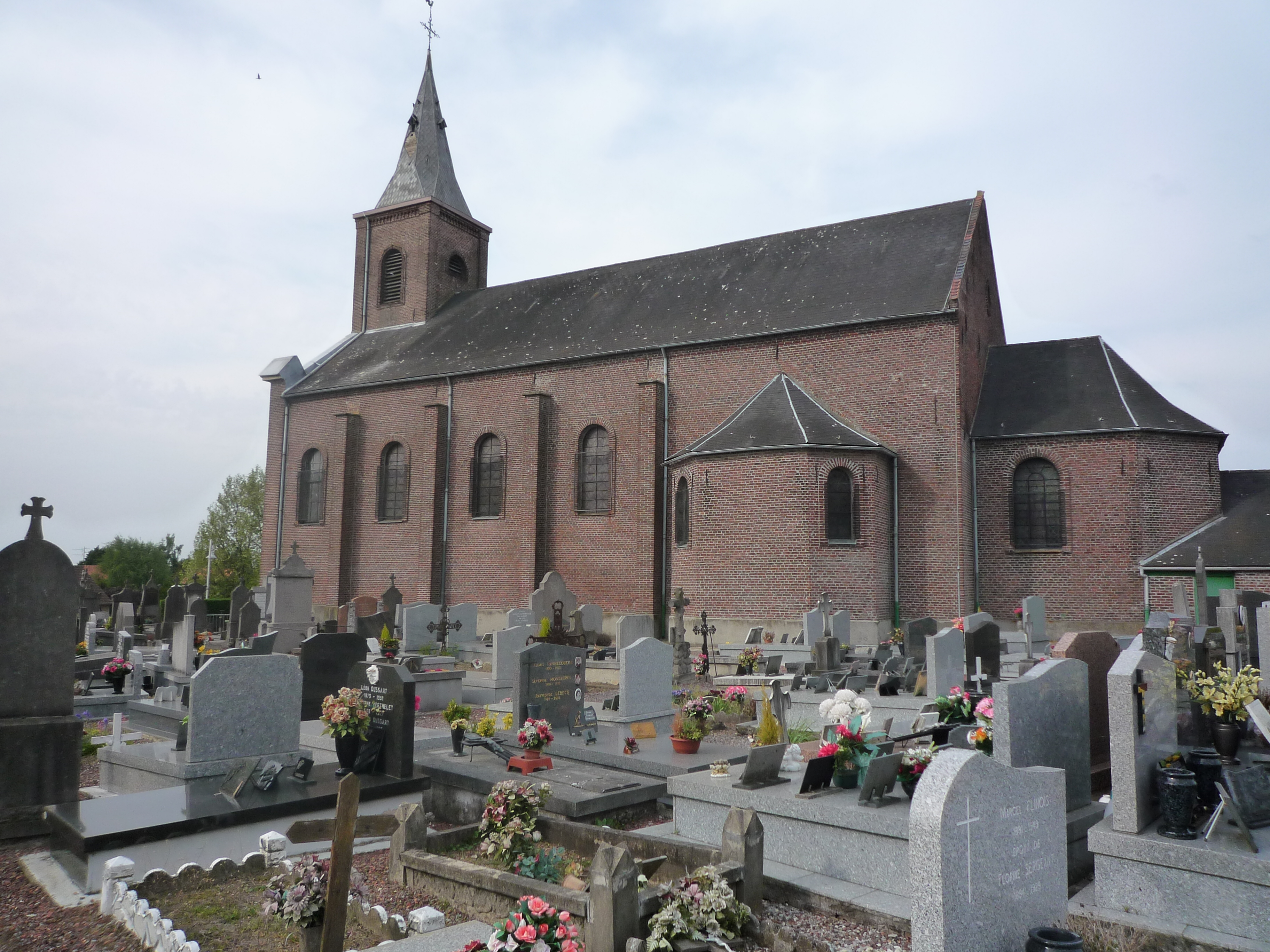
Kirche Saint-Nicolas
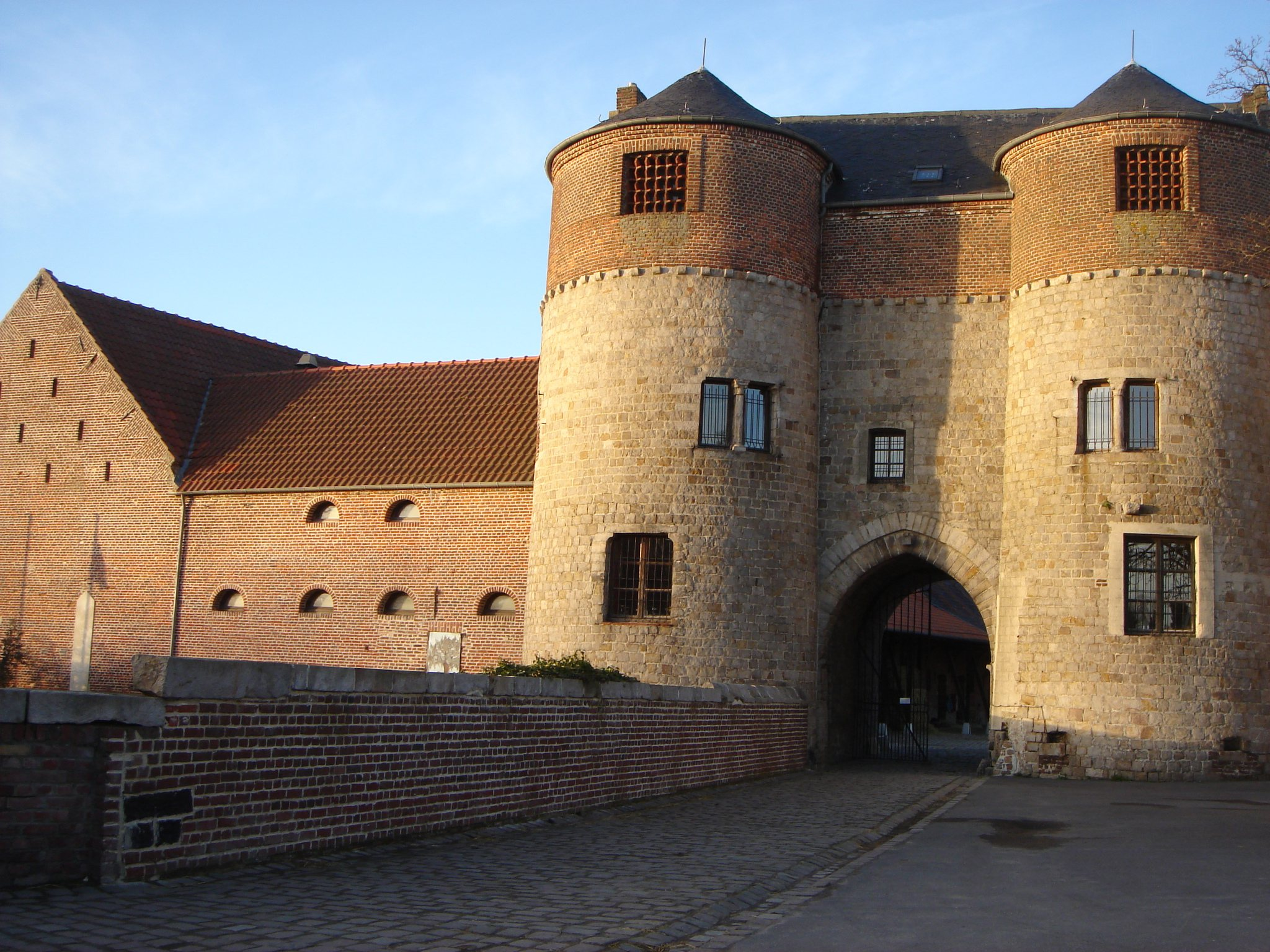
Burg Montmorency (12. Jahrhundert, Monument historique)
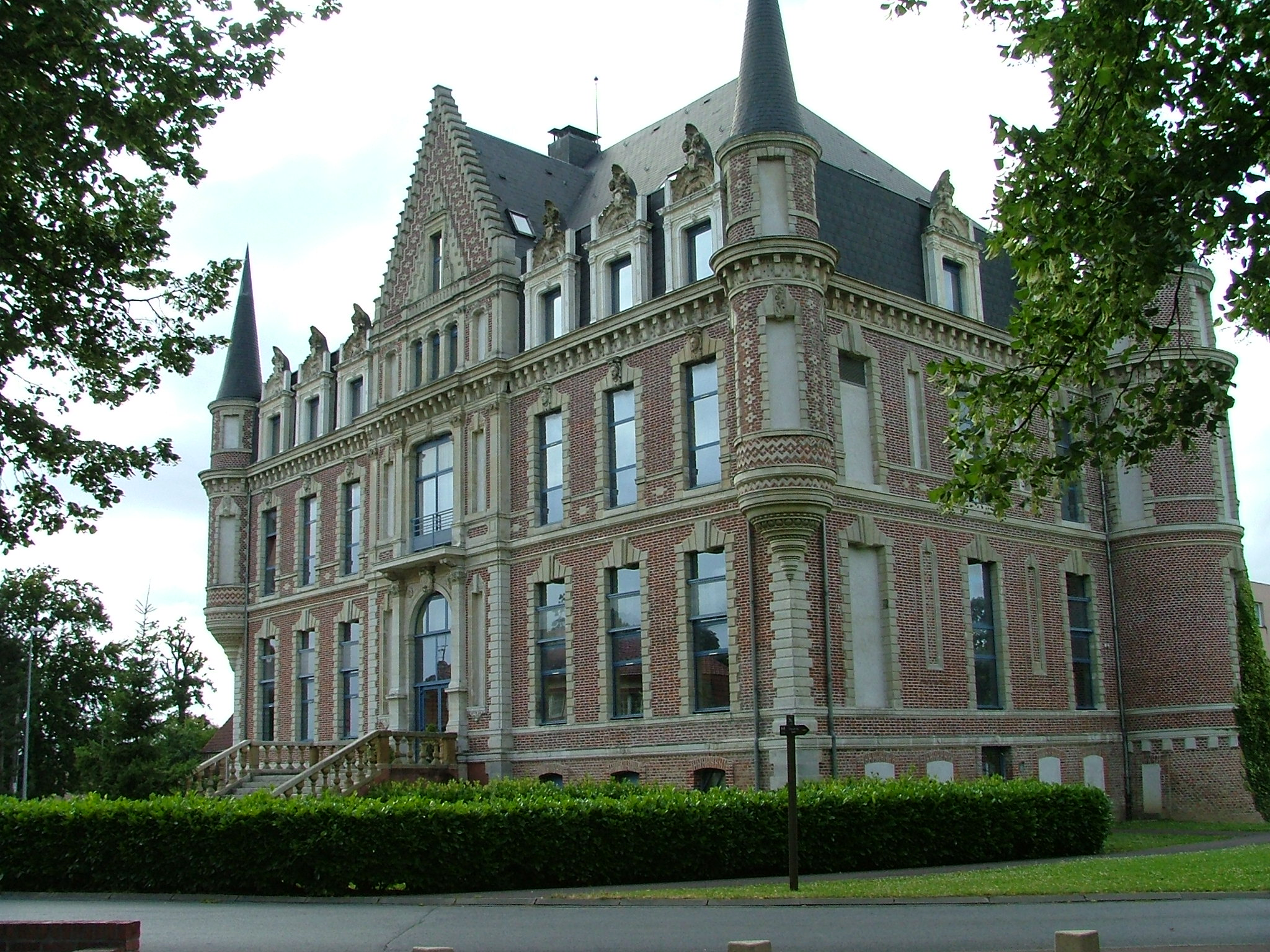
Schloss Lambrecht (1853)
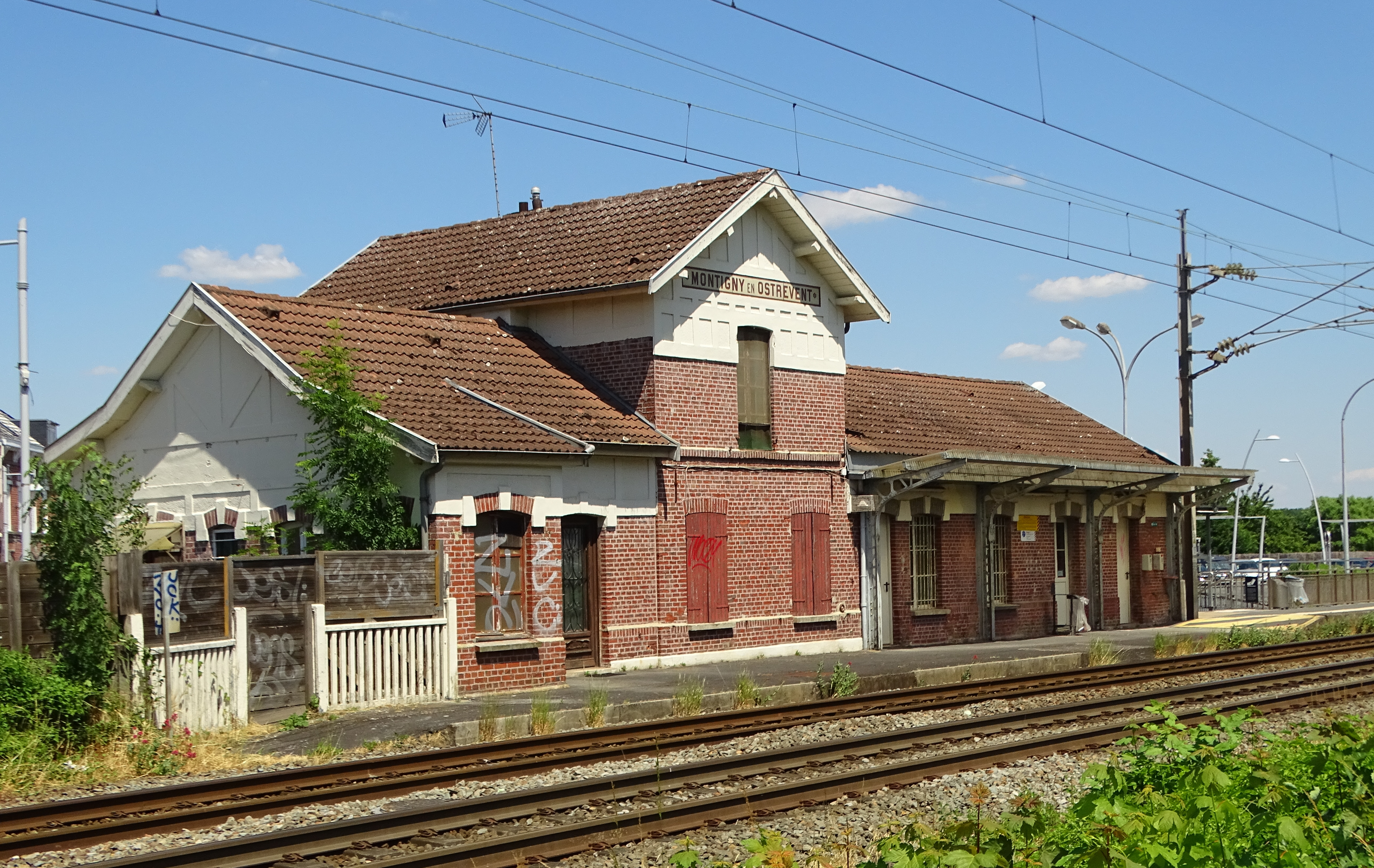
Wasserturm

- Kirche Saint-Charles
- Kirche Saint-Nicolas
- Burg Montmorency
- Schloss Lambrecht
- Bahnhof

## Persönlichkeiten
- Félix Lambrecht (1819–1871), Politiker, Erbauer von Schloss Montigny
- Albert Calmette (1863–1933), Arzt und Bakteriologe, kaufte 1904 21 Hektar vom Besitz Felix Lambrechts, um ein Tuberkulose-Sanatorium zu errichten.